# Ramón Palacio
Ramón Palacio fou un compositor espanyol del qual se'n sap molt poc.
L'11 d'octubre de 1817 fou nomenat mestre de capella de la Seu de Saragossa per renuncia de Ramon Felix Cuellar y Altarriba. El 19 d'agost de 1826 ocupà el magisteri de Santiago succeint-hi Melchor Lopez. Palacio ocupà també les places de mestre de capella d'Antequera i Zamora.